# 897年
| 千纪： | 1千纪                                                                                           |
| 世纪： | 8世纪 \| 9世纪 \| 10世纪                                                                        |
| 年代： | 860年代 \| 870年代 \| 880年代 \| 890年代 \| 900年代 \| 910年代 \| 920年代                       |
| 年份： | 892年 \| 893年 \| 894年 \| 895年 \| 896年 \| 897年 \| 898年 \| 899年 \| 900年 \| 901年 \| 902年 |
| 纪年： | 丁巳年（蛇年）；唐寧四年；南诏嵯耶九年，中兴元年；日本寬平九年                                  |

## 大事记
- 鑑於錢鏐招討董昌有功，唐昭宗特賜金書鐵券。
- 镇国军节度使韩建迫使唐昭宗解除宗室诸王兵权，并擅自诬杀十一名宗室亲王。
- 唐昭宗立长子德王李𥙿为皇太子。
- 南詔漢人權臣清平官鄭買嗣指使楊登殺死南詔王隆舜，隆舜子舜化貞即位。
- 拜占廷帝國被迫向保加利亚求和，缴纳年贡。
- 羅馬諾被逐，西奧多二世当任教宗，但在12日后即逝世。
- 馬殷建馬楚。

## 逝世
- 真圣女王，姓金名曼，是新罗君主。
- 趙州從諗禪師
- 隆舜，南詔第二代皇帝
- 7月／8月——斯德望七世，教宗
- 李滋、李倚、李惕、李克良、李嗣周、李戒丕、李允
- 12月——西奧多二世，教宗